# Port lotniczy Gulfport-Biloxi
Port lotniczy Gulfport-Biloxi (IATA: GPT, ICAO: KGPT) – port lotniczy położony w Gulfport, w stanie Missisipi, w Stanach Zjednoczonych.